# Shitou Xiqian

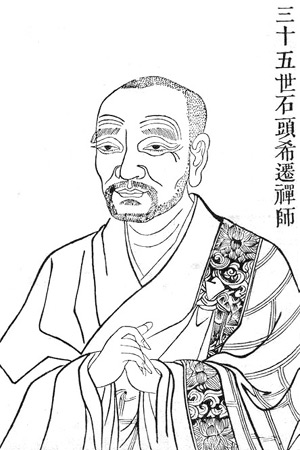
Shítóu Xīqiān, Holzschnitt aus『佛祖正宗道影』(1880)

Shitou Xiqian (chinesisch 石頭希遷, Pinyin Shítóu Xīqiān, W.-G. Shih-t'ou Hsi-ch'ien; jap. Sekitō Kisen; * 700; † 790) war ein buddhistischer Lehrer und Autor der Chán/Zen-Schulen im 8. Jahrhundert in China (Tang-Dynastie). Alle heute existierenden Zen-Schulen führen sich auf Shitou Xiqian oder auf seinen Zeitgenossen Mǎzǔ Dàoyī (709–788) zurück.

## Leben
Die Details von Shítóus Leben finden sich in traditionellen chinesischen Berichten, die von James Mitchell und Prof. Yulie Lou von der Peking-Universität ins Englische übertragen wurden.
Er wurde in Duānzhōu im Bezirk Gāoyào in Guǎngdōng mit dem Familiennamen Chen (程) geboren. Schon in sehr früher Jugend machte er sich auf den Weg zum Nánhuá-Tempel, um dort den 6. Patriarchen des Chan/Zen Dàjiàn Huìnéng (jap. Daikan Enō) zu besuchen. Dieser starb jedoch kurz darauf im Jahr 713, als der junge Chen erst 13 Jahre alt war. Darauf wandte sich dieser an Huìnéngs Schüler und Nachfolger Qīngyuán Xíngsī (青原行思; jap. Seigen Gyōshi), der in einem Tempel auf dem Berg Qīngyuán Shān lebte und lehrte. Qīngyuán bestätigte Shítóu als seinen Nachfolger und dieser wanderte anschließend durch Südchina. Er kam wohl um das Jahr 720 oder etwas später auf dem Berg Héng Shān an. Dieser wurde früher auch als Nán Yuè oder „Süd-Berg“ bezeichnet. Er liegt in der südchinesischen Provinz Hunan und beherbergte zahlreiche daoistische und buddhistische Tempel. Auf diesem Berg errichtete sich Shítóu eine Grashütte auf einem abgelegenen großen Felsen, in der er jahrelang einsam meditierte. Der Fels hieß Shítóu (石头), 'Steinkopf', und er wählte auch für sich selbst diesen Namen. Aus dieser Zeit stammt sein berühmtes „Lied von der Grasdach-Klause“ (草庵歌, Caoan ge; jap. Sōan ka).
Neben diesem Lied ist noch ein zweites Lehrgedicht von Shítóu sehr bekannt geworden, „Die Harmonie von Verschiedenheit und Gleichheit“ (參同契, Cāntóngqì; jap. Sandōkai).
Im Jahr 742 errichtete er neben dem dort auf dem Héng Shān Berg schon bestehenden Nantai Tempel (Nántaí Sì) einen weiteren buddhistischen Tempel, in dem er lehrte.

Der Buddhologe Mario Poceski schreibt, dass Shítóu zu seinen Lebzeiten nicht besonders bekannt oder einflussreich gewesen zu sein scheint. Shítóus spätere Prominenz entstand erst dadurch, dass der bedeutende Chan/Zen-Lehrer Dongshan Liangjie im China des 9. Jahrhunderts (Song-Dynastie) sich sehr stark auf Shítóu bezog.
In Song-zeitlichen Chan-Gemeinschaften und in den damals entstandenen großen Kōan-Sammlungen wurden überlieferte Zitate und viele Dialoge von Shítóu besonders bekannt, so etwa:
| Chinesisch  | Transkription                                    | Übersetzung                                   |
| ----------- | ------------------------------------------------ | --------------------------------------------- |
| 即 心 即 佛 | jí xīn jí fó (chin.) soku shin soku butsu (jap.) | Da, wo der Herz-Geist ist, da ist der Buddha. |

oder
| Zu einer anderen Zeit fragte Daowu den Meister: „Was ist die grundlegende Lehre des Buddha-Weges?“ Meister Shitou antwortete: „Es gibt nichts zu erreichen, es gibt nichts zu wissen - du hast bereits alles.“ Daowu fragte: „Gibt es irgendetwas jenseits davon?“ Der Meister sagte: „Weiße Wolken ziehen frei durch den weiten Himmel.“ |

Nach seinem Tod wurde Shítóu Xīqiān vom Kaiser der Ehrenname Wuji Dashi (無際大師) verliehen.
Als Nachfolger von Shítóu Xīqiān gelten seine drei Schüler Tianhuang Daowu (天皇道悟, 748–807, jap. Tennō Dago), Danxia Tianran (丹霞天然, 739–824; jap. Tanka Tennen) und Yàoshān Wéiyǎn (藥山惟儼, 745–827; jap. Yakusan Igen). Dabei war Yàoshān Wéiyǎn zugleich auch ein langjähriger Schüler von Mǎzǔ Dàoyī (709–788).

## Lehrgedichte von Shítóu
- Das Lied von der Grasdach-Klause; Übersetzung Altbäckersmühle.
- Das Lied von der Strohhütte; Übersetzung Mushin - Zen Dojo Zürich.
- Das Lied von der Grasdach-Klause; Übersetzung M.B. Schiekel, 2024.
- Taisen Deshimaru: Sandokai: Die Einheit von Essenz und Erscheinung; Kristkeitz Verlag, Heidelberg, 2002, ISBN 978-3-932337-12-3.
- Sandokai – die Harmonie zwischen Unterschied und Gleichheit; Übersetzung Mushin - Zen Dojo Zürich
- Die Harmonie von Verschiedenheit und Gleichheit; Übersetzung M.B. Schiekel, 2024.
- Schriften der Soto-Schule (Altbäckersmühle).

## Schriften zu Shítóu im Chan-Kontext
- Heinrich Dumoulin: Geschichte des Zen-Buddhismus Band I: Indien und China, Kapitel V, S. 146 ff.; Francke Verlag, Bern, 1985, ISBN 3-317-01596-9.
- Wilhelm Gundert: Bi-Yän-Lu, Niederschrift von der Smaragdenen Felswand; Carl Hanser Verlag, München, 1960; Lizenzausgabe für den Verlag Ullstein, Frankfurt a. M., 1983, ISBN 3-548-35156-5; 2. Band, Beispiel 40, Nan-tjüan: Wie Träumende, S. 153–156.
- James Mitchell: Soto Zen Ancestors in China - The Recorded Teachings of Shitou Xiqian, Yaoshan Weiyan And Yunyan Tansheng. San Francisco: Ithuriel's Spear, 2005, ISBN 978-0-9749502-3-5.
- Mario Poceski: Ordinary Mind as the Way - the Hongzhou School and the Growth of Chan Buddhism; Oxford University Press; 2007; ISBN 978-0-19-531996-5.
- Albert Welter: Monks, Rulers, and Literati. Oxford University Press. Oxford, 2006, ISBN 0-19-517521-2.